# Лангар (Камашинский район)
Лангар (узб. Langar, Лангар) — посёлок в горах Кашкадарьинской области, Республика Узбекистан.

## Географическое описание
Посёлок расположен в ущелье одноимённого ручья. Состоит в основном из глинобитных домов, разбросанных по окрестным горам.

## Легенда об основании посёлка
Согласно легенде, посёлок Лангар основал шейх Мухаммад Содик, в 15 веке. Шейх Мухаммад Содик был учеником у одного из знаменитых суфиев. В одно зимнее утро, Мухаммад Содик проспал и не разогрел воду учителю для омовения. Стараясь немного загладить свою вину, ученик прижал кумган к телу под полами халата и когда он принёс её к учителю, вода закипела. Шейх сказал Мухаммад Содику, что тот достиг высшей степени просвящения и вдвоём им в одном месте делать нечего. Он сказал ученику сесть на верблюда и довериться воле Всевышнего. На том месте где верблюд падёт или не будет вставать с земли трое суток, там остановиться и нести свет знаний людям. По легенде, верблюд дважды останавливался в пути, а на третий раз остановился в горном ущелье и больше не поднимался. Там и появился посёлок Лангар.

## Святыни
На склоне горы расположено местное кладбище, на вершине холма расположен мавзолей Лангар ота, построенный в XV веке. В 2007 году мавзолей был отреставрирован. При реконструкции внешние двери мавзолея заменены современными, а внутренние остались нетронутыми.
На соседней горе расположена мечеть Лангар-Ота, ориентировочно XVI века.

## Интересное
- Большинство погребённых на кладбище Лангара умерли в преклонном возрасте — более 80-90 лет. Несколько могил принадлежат людям, чей жизненный путь прервался в возрасте более ста лет. Например, Табиб момо родилась в 1900 году, а умерла в 2006.
- Не доезжая от посёлка Лангар, находится достопримечательность «Козон-тош» (каменный котёл) — цилиндрический камень в форме котла. Согласно преданию, в окрестностях на ночь останавливался один из учеников Лангар оты (Мухаммад Содика). Он попросил у местных жителей ночлег и немного сена для лошади. Местные люди подложили лошади не то порченное сено, не то нечистоты. Утром население было поражено, что лошадь не притронулась к сену, а выела камень стоящий в загоне.
- Недалеко от посёлка Лангар, река вымыла каньон в скалах, глубиной более 100 метров и протяжённостью 7 километров. Скалы, обрамляющие каньон, имеют причудливую форму.